# Лешковцева, Анна Владимировна
Анна Владимировна Лешковцева (в девичестве — Михеева) (род. 27 апреля 1987) — российская профессиональная баскетболистка, защитник. Самая титулованная российская стритболистка. Заслуженный мастер спорта России (2019). Чемпионка мира по баскетболу 3 на 3 (2017), MVP чемпионата мира по баскетболу 3 на 3 (2017), чемпионка Европы по баскетболу 3 на 3 (2014, 2017), чемпионка Первых Европейских играх по баскетболу 3 на 3 (2015), серебряный призёр чемпионата мира по баскетболу 3 на 3 (2014, 2018), бронзовый призёр чемпионата России в сезоне 2020—2021. Игрок и капитан столичного клуба МБА (2013—2022).

## Биография
Родилась 27 апреля 1987 года в спортивной семье. Отец — пловец Владимир Борисович Михеев, мать — легкоатлетка Вера Васильевна Михеева.
Замужем за Алексеем Лешковцевым, есть сын Артём.
В 2015 году была удостоена звания «Мастер спорта России международного класса», в 2019 году — «Заслуженный мастер спорта России».